# Billy Armstrong (actor)
Billy Armstrong (14 de enero de 1891 – 1 de marzo de 1924) fue un actor cinematográfico inglés, activo en la época del cine mudo.

## Biografía
Nacido en Bristol, Inglaterra, Armstrong actuó con regularidad en filmes protagonizados por Charles Chaplin y otros cineastas.
Falleció a causa de una tuberculosis en 1924 en Sunland-Tujunga, Los Ángeles, California.

## Selección de su filmografía
- The Tramp (1915)
- The Bank (1915) personaje: empleado de banco
- Work (1915)
- Shanghaied (1915) personaje: cocinero
- A Woman (1915)
- In the Park (1915)
- The Champion (1915) personaje: apostador
- By the Sea (1915) personaje: cocinero
- Police (1916)
- Triple Trouble (1918) personaje: cocinero

"down on the farm" (1920)